# 496
Évszázadok: 4. század – 5. század – 6. század
Évtizedek: 440-es évek – 450-es évek – 460-as évek – 470-es évek – 480-as évek – 490-es évek – 500-as évek – 510-es évek – 520-as évek – 530-as évek – 540-es évek
Évek: 491 – 492 – 493 – 494 –  495 – 496 – 497 – 498 – 499 – 500 – 501

## Események

### Európa
- I. Anasztasziosz bizánci császár árulással vádolja és száműzi Euphémiosz konstantinápolyi pátriárkát (állítólag elfecsegte bizalmas értesüléseit a folyó iszauriai háborúról). Utódja II. Makedoniosz.
- Az alemannok megtámadják a rajnai frankokat, akik segítséget kérnek a száli frankoktól. Utóbbiak királya, I. Chlodwig szövetségesei segítségére siet és Tolbiacum erődjénél legyőzi  és meghódoltatja az alemannokat, akik elvesztik függetlenségüket.
- Meghal I. Gelasius pápa. Utóda II. Anastasius.[1]

### Észak-Afrika
- Meghal Gunthamund vandál király. Utóda öccse, Thrasamund.

### Perzsia
- A 23 éves I. Kavád király követni kezdi Mazdak zoroasztriánus próféta és reformer tanait, aki a javak megosztását (rosszakarói szerint ebbe beletartoznak az asszonyok is), az emberek közötti békét hirdeti és tiltja az emberi és állati élet kioltását. A főnemesség, amelyet a népszerű Szuhra régens három évvel ezelőtti kivégzése már a király ellen fordított, fellázad. Elfogják és bebörtönzik Kavádot, helyette pedig Dzsamaszb öccsét ültetik a trónra.

### Kína
- Északi Vej hszienpej származású császára, Hsziaoven folytatja kínaiasító programját és elrendeli minden barbár családnév kínaira változtatását. A császár saját dinasztiájának nevét (Topa) is Jüanra változtatja. A nomád ruházatot és nyelvhasználatot betiltják. A fontos kormányzati pozíciókat ezentúl nem tehetség alapján töltik be, hanem csak a kijelölt nyolc hszienpej és öt han klán tagjai közül választanak. A trónörökös és néhány magas rangú tisztviselő összeesküvést szőnek, hogy északra vonulnak vissza és új hatalmi központot hoznak létre, de a császár kivégezteti őket.

## Születések
- I. Childebert, frank király
- Szt. Germanus, Párizs püspöke

## Halálozások
- november 19. – I. Gelasius, pápa[1]
- Gunthamund, vandál király
- Szent Epiphanius, Pavia püspöke
- Massiliai Gennadius, történetíró

## Fordítás
- Ez a szócikk részben vagy egészben  a(z)   496 című angol Wikipédia-szócikk ezen változatának fordításán alapul.  Az eredeti cikk szerkesztőit annak laptörténete sorolja fel. Ez a jelzés csupán a megfogalmazás eredetét és a szerzői jogokat jelzi, nem szolgál a cikkben szereplő információk forrásmegjelöléseként.